# Рамсталь
Рамсталь (нім. Ramsthal) — громада в Німеччині, розташована в землі Баварія. Підпорядковується адміністративному округу Нижня Франконія. Входить до складу району Бад-Кіссінген. Складова частина об'єднання громад Оєрдорф.
Площа — 10,42 км2. Населення становить 1085 ос. (станом на 31 грудня 2020).